# جاندار بی‌هوازی
جاندار بی‌هوازی (به انگلیسی: Anaerobic organism) به جانداری گفته می‌شود که می‌تواند بدون اکسیژن زنده مانده و رشد کند. بی‌هوازی‌ها ممکن است پروکاریوت یا یوکاریوت، تک‌سلولی یا چندسلولی باشند. برای تشخیص میکروب‌های بی‌هوازی از تست تایوگلیکولات استفاده می‌شود.

## دسته‌بندی
بی‌هوازی‌ها همگی بدون نیاز به اکسیژن توان زنده ماندن و رشد کردن را دارند اما بر اساس واکنشی که به حضور اکسیژن دارند به ۳ گروه تقسیم می‌شوند:
1. بی‌هوازی‌های اجباری در حضور اکسیژن ضعیف می‌شوند یا می‌میرند.
2. تحمل‌کنندگان هوا برای رشد از اکسیژن استفاده نمی‌کنند اما از آسیب در مقابل اکسیژن نیز در امان هستند (به نوعی اکسیژن را تحمل می‌کنند).
3. بی‌هوازی‌های اختیاری نیز بدون اکسیژن زنده می‌مانند اما اگر محیط غنی از اکسیژن باشد، از آن برای متابولیسم و رشد استفاده می‌کنند.

## متابولیسم
باکتری‌های بی‌هوازی اجباری فسفریلاسیون اکسیداتیو را انجام نمی‌دهند. علاوه بر این، آن‌ها در حضور اکسیژن کشته می‌شوند. این باکتری‌ها فاقد آنزیم‌های خاصی مثل کاتالاز (که هیدروژن پراکسید را به آب و اکسیژن تجزیه می‌کند)، پراکسیداز (که به واسطهٔ آن NADH + H2O2 به NAD و O2 تبدیل می‌شوند) و سوپراکسید دیسموتاز (که به واسطهٔ آن سوپراکسید به هیدروژن پراکسید تبدیل می‌شود) هستند. در سایر باکتری‌ها این آنزیم‌ها وجود دارند و آن‌ها سمیت پراکسید و رادیکال‌های آزاد اکسیژن را که طی متابولیسم در حضور اکسیژن تولید شده‌اند برطرف می‌کنند.
جانداران بی‌هوازی اختیاری مانند اشریشیا کلای می‌توانند بین انواع هوازی و غیرهوازی متابولیسم تغییر جهت دهند. تحت شرایط بی‌هوازی، آن‌ها به‌وسیلهٔ تخمیر یا تنفس بی‌هوازی رشد کرده، اما در حضور اکسیژن به سمت تنفس هوازی برمی‌گردند.
جانداران تحمل‌کنندهٔ هوا فقط متابولیسم غیراکسیداتیو دارند ولی به‌دلایلی مانند وجود آنزیم‌های فوق در برابر اکسیژن مقاومند.

### متابولیسم بی‌هوازی در بدن انسان
بیشتر بافت‌ها در بدن انسان در صورت نرسیدن اکسیژن به آن‌ها می‌توانند تا چند دقیقه تحمل کرده و زنده بمانند. این زمان در بعضی مواقع به سی دقیقه نیز می‌رسد. در این حالت، سلول‌های بدن انرژی خود را با واکنش‌های متابولیسم بی‌هوازی (یعنی شکستن ناقص مقادیر زیادی گلوکز و گلیکوژن بدون ترکیب آن‌ها با اکسیژن) به‌دست می‌آورند؛ اما مغز انسان توانایی انجام متابولیسم بی‌هوازی قابل توجهی را ندارد و در صورت قطع ناگهانی دریافت خون یا فقدان کامل اکسیژن در خون، انسان ظرف ۵ تا ۱۰ دقیقه بیهوش می‌شود. یکی از دلایل اصلی این مسئله، سرعت بسیار زیاد متابولیسم نورون‌ها است که آن‌ها را به دریافت لحظه به لحظهٔ اکسیژن از خون وابسته می‌کند.

## تنفس بی‌هوازی
تنفس بی‌هوازی شامل گلیکولیز و تخمیر است. طی مراحل پایانی این فرایند، NADH (محصول گلیکولیز) با از دست دادن یک هیدروژن به NAD تبدیل می‌شود. این هیدروژن به پیرووات منتقل می‌شود و بسته به نوع گونهٔ باکتری، طیف وسیعی از محصولات نهایی تولید می‌شوند مانند الکل‌های زنجیر کوتاه یا اسیدهای چرب (مثل لاکتیک اسید یا اتانول)
عبارت شیمیایی خلاصه‌گر تنفس بیهوازی:
C6H12O6 + 2 ADP + 2 phosphate → 2 lactic acid + ۲ ATP
C6H12O6 + 2 ADP + 2 phosphate → 2 C2H5OH + 2 CO2↑ + 2 ATP